# Ficocianobilina:ferredossina ossidoreduttasi
La ficocianobilina:ferredossina ossidoreduttasi è un enzima appartenente alla classe delle ossidoreduttasi, che catalizza la seguente reazione:
(3Z)-ficocianobilina + ferredossina ossidata ⇄ biliverdina IXα + ferredossina ridotta
L'enzima catalizza la riduzione a quattro elettroni della biliverdina IXα (riduzione a 2-elettroni in entrambi gli anelli A e D). La reazione procede attraverso un intermedio a 2-elettroni, isolabile, la 181,182-diidrobiliverdina. Le flavodossine possono essere usate al posto della ferredossina. La conversione diretta della biliverdina IXα (BV) a(3Z)-ficocianobilina (PCB) nei cianobatteri Synechocystis sp PCC 6803, Anabaena sp PCC7120 e Nostoc punctiforme è in contrasto con le vie proposte sulla biosintesi della PCB nell'alga rossa Cyanidium caldarium, che coinvolge la (3Z)-ficoeritrobilina (PEB) come intermedio[2], e nell'alga verde Mesotaenium caldariorum, nella quale la PCB è un intermedio isolabile.